# Extreme Power Metal
Extreme Power Metal è l'ottavo album in studio della band britannica DragonForce, pubblicato il 27 settembre 2019. È l'ultimo album della band con Frédéric Leclercq al basso. Le parti di tastiera sono state registrate da Coen Janssen, tastierista della band Epica (gruppo musicale).
Nell'album è presente una cover di My Heart Will Go On di Céline Dion..

## Tracce
1. Highway to Oblivion – 6:48 (testo: Sam Totman – musica: Sam Totman)
2. Cosmic Power of the Infinite Shred Machine – 6:36 (testo: Sam Totman – musica: Sam Totman)
3. The Last Dragonborn – 6:12 (testo: Sam Totman, Herman Li, Twitch Chat – musica: Sam Totman, Coen Janssen)
4. Heart Demolition – 5:39 (testo: Frédéric Leclercq – musica: Frédéric Leclercq)
5. Troopers of the Stars – 5:03 (testo: Sam Totman – musica: Sam Totman)
6. Razorblade Meltdown – 4:45 (testo: Sam Totman – musica: Sam Totman)
7. Strangers – 4:29 (testo: Frédéric Leclercq, Sam Totman – musica: Frédéric Leclercq)
8. In a Skyforged Dream – 4:45 (testo: Frédéric Leclercq – musica: Frédéric Leclercq)
9. Remembrance Day – 5:10 (testo: Sam Totman, Marc Hudson – musica: Sam Totman)
10. My Heart Will Go On – 3:23 (testo: Will Jennings – musica: James Horner)

## Formazione
- Marc Hudson - voce, cori
- Sam Totman - chitarra, cori
- Herman Li - chitarra, cori
- Frédéric Leclercq - basso, chitarra, cori
- Gee Anzalone - batteria, cori

### Altri musicisti
- Coen Janssen - tastiera, piano
- Emily Ovenden - cori
- Clive Nolan - cori
- Kalen Chase Musmecci - cori
- Steve Francis, Ross Mallon, Josh O'Brien, Paul Roberts, Tim Mekalick - cori in "Troopers of the Stars"